# Journal Citation Reports
Il Journal Citation Reports (JCR) è un rapporto annuale prodotto dall'Institute for Scientific Information (Istituto di informazione scientifica), una società commerciale del gruppo Thomson Scientific. In questo rapporto si trova la statistica sul numero di citazioni che vengono fatte all'interno di un certo pool di riviste tecnico-scientifiche.

## Utilizzi
La statistica ha lo scopo di cercare di valutare in modo obiettivo l'importanza relativa di una certa pubblicazione ovvero il suo fattore di impatto (Impact Factor) nel campo della ricerca scientifica. Attualmente anche le università e gli enti di ricerca italiani utilizzano il JCR per valutare il lavoro dei ricercatori. Esso ha perciò un'influenza determinante nella distribuzione dei fondi per la ricerca e ciò è fonte di dibattito e controversie tra gli studiosi.